# Liolaemus grosseorum
Liolaemus grosseorum — вид ігуаноподібних ящірок родини Liolaemidae. Ендемік Аргентини.

## Поширення і екологія
Liolaemus grosseorum мешкають в центральній Аргентині, на півдні Мендоси, заході Ла-Пампи, півночі Ріо-Негро і півночі Неукена. Вони живуть в степах Патагонії, порослих чагарниками. Зустрічаються на висоті від 250 до 1500 м над рівнем моря. Живляться комахами, відкладають яйця.